# RAIPON
Die Assoziation der indigenen kleinen Völker des Nordens, Sibiriens und des Fernen Ostens (russisch Ассоциация Коренных Малочисленных Народов Севера, Сибири и Дальнего Востока Российской Федерации, englisch Russian Association of the Indigenous Peoples of the North, RAIPON) ist eine Nichtregierungsorganisation, die sich für die Rechte indigener Völker in Russland einsetzt.

## Strukturen
Die Organisation vertritt die Interessen von 41 kleinen Völkern.
Oberstes Gremium ist der Koordinationsrat, dem Vertreter der verschiedenen Völker angehören. Vorsitzender ist seit 2013 Grigori Ledkow aus dem Autonomen Kreis der Jamal-Nenzen.
Der Sitz der Assoziation ist Moskau.

## Völker
Der Website der Organisation zufolge repräsentiert RAIPON folgende indigene Völker
- Aleuten
- Aljutoren
- Chanten
- Dolganen
- Enzen
- Eskimo
- Ewenen
- Ewenken
- Itelmenen
- Kamtschadalen
- Kereken
- Keten
- Korjaken
- Kumandiner
- Mansen
- Nanai
- Negidalen
- Nenzen
- Nganasanen
- Niwchen
- Oroken
- Orotschen
- Samen
- Schoren
- Selkupen
- Sojoten
- Tasen
- Telengiten
- Teleuten
- Tofalaren
- Tschelkanen
- Tschuktschen
- Tschulymer
- Tschuwanen
- Tubalaren
- Tuwiner
- Udegen
- Ultschen
- Wepsen

## Geschichte
Die Gründung erfolgte 1989 beim ersten Kongress im Moskauer Kreml. Vertreter aus ganz Russland konnten erstmals öffentlich und unzensiert über die desaströse Lage ihrer Ethnien berichten. Zu den Teilnehmern gehörte auch der damalige Staatspräsident Michail Gorbatschow.
Der erste Vorsitzende wurde der von der fernöstlichen Halbinsel Sachalin stammende Schriftsteller Wladimir Sangi.
1993 wurde dieser durch Jeremej Ajpin, einen weiteren Schriftsteller, diesmal aus dem westsibirischen Volk der Chanten abgelöst. Sangi akzeptierte seine Abwahl jedoch nicht, sodass die Organisation unter leicht abgeändertem Namen neu gegründet werden musste. Jeremej Ajpin machte als Präsident von RAIPON keine besonders glückliche Figur und wurde deshalb 1997 durch den Nenzen Sergej Charjutschi abgelöst, der zuletzt im April 2005 für weitere vier Jahre im Amt bestätigt wurde.
Im Oktober 2012 erließ das russische Justizministerium ein sechsmonatiges Betätigungsverbot für RAIPON, weil die Organisation Aufforderungen zur Satzungsänderung angeblich nicht nachgekommen sei. Es drohte die Auflösung der Organisation. Nach internationalen Protesten konnten im Januar 2013 auf einem außerordentlichen Kongress die Auflagen erfüllt werden. Am 13. März erfolgte die Zustimmung zum weiteren Bestehen der Organisation durch das Justizministerium.
Ende März 2013 wurde Grigori Ledkow aus dem autonomen Kreis der Jamal-Nenzen auf einem weiteren Kongress in Salechard in einem umstrittenen Verfahren zum neuen Vorsitzenden gewählt, nachdem der international angesehene Favorit Pawel Suljandsiga seine Kandidatur zurückgezogen hatte.
Ledkow ist Abgeordneter der Staatsduma für die Partei Einiges Russland.

## Tätigkeiten
Die Organisation engagiert sich vor allem im Bereich der Gesetzgebung. Wichtigste Forderung ist die Umsetzung verbriefter Landrechte in Gestalt sogenannter Territorien zur traditionellen Naturnutzung (russisch: Territorii tradizionnowo prirodopolsowanija / Территории традиционного природопользования). Dieses Anliegen verfolgt RAIPON praktisch seit seiner Gründung, die Umsetzung eines entsprechenden Gesetzes wird jedoch von der Regierung seit Jahren verschleppt, was RAIPON-Präsident Charjutschi in erster Linie der Erdöl-Lobby anlastet.
2001 wurde ein Schulungszentrum mit Unterstützung der kanadischen Inuit Circumstances Conference geschaffen. 2004 wurde die Stiftung Batani mit Unterstützung der dänischen LTK Consult gegründet.
International engagiert sich die Organisation im Rahmen der Vereinten Nationen, dort insbesondere im Ständigen Forum für indigene Angelegenheiten und dem UN-Expertenmechanismus für die Rechte indigener Völker für die Weiterentwicklung indigener Rechte.
Sie hat Beraterstatus beim UN-Wirtschafts- und Sozialrat und ist als eine von sechs indigenen Organisationen der Arktis als ständiger Teilnehmer im Arktischen Rat vertreten.

## Bewertung
Die Rolle als Vertretung der indigenen Völker Russlands ist zwiespältig. Einerseits ist RAIPON die mit Abstand wichtigste Vertretung der Ethnien des Nordens und leistet als solche umfangreiche Arbeit, national wie international. Andererseits steht die Organisation traditionell dem russischen Staat und seiner Regierung nahe.